# واوریکا (اکلاهما)
واوریکا(به انگلیسی: Waurika) شهری در ایالت اکلاهما کشور ایالات متحده آمریکا است که جمعیت آن در سرشماری سال ۲۰۱۰ میلادی، ۲٬۰۶۴ نفر بوده‌است.